# X-File
Nella serie televisiva X Files, un X-File è un dossier riguardante un caso etichettato come irrisolto dall'FBI a causa di una componente ritenuta paranormale.

## Storia

### Il primo X-file
Il primo X-File venne aperto nel 1946 dal direttore dell'FBI J. Edgar Hoover. Esso contiene informazioni su una serie di assassini avvenuti nel Nord-ovest degli Stati Uniti durante la seconda guerra mondiale, sette dei quali ebbero luogo a Browning, nel Montana. Ognuna delle vittime era stata fatta a brandelli e mangiata, come ad opera di un animale selvatico. A questo riguardo, molte delle vittime sono state trovate nelle loro case, come se fossero state loro stesse ad aver permesso all'assassino di entrare. Nel 1946, la polizia circondò quello che credevano potesse essere l'animale autore dei delitti in una cabina del Glacier National Park. Gli spararono, ma quando entrarono nella cabina per recuperare la carcassa, trovarono solamente il corpo di Richard Watkins. Gli omicidi per quell'anno si fermarono.
Credendo che il caso fosse troppo bizzarro per essere risolto adeguatamente, Hoover lo marcò come insoluto e lo archiviò nella speranza che sarebbe stato dimenticato. Gli omicidi però ricominciarono nel 1954 e continuarono a verificarsi per altri anni ancora. (Episodio: Metamorfosi)  
Nel 1952, venne aperto un X-File riguardante qualcosa che uccise del bestiame bovino e terrorizzò gli abitanti di Point Pleasant, in Virginia Occidentale. Alcuni testimoni descrissero il colpevole come un primitivo con occhi rossi e penetranti. Il caso che spiegava questo fenomeno fu archiviato sotto la lettera "M" all'interno degli X-Files. (Episodio: Minaccia territoriale)
Nello stesso anno, Dorothy Bahnsen, un'impiegata che lavorava nella sede centrale dell'FBI divenne la responsabile degli archivi. Lei aveva archiviato originalmente i casi sotto la lettera U per "Unsolved" (insoluto), ma decise di trasportarli alla lettera X perché più spaziosa. Così divennero noti col nome di X-Files. L'agente Arthur Dales fu uno dei primi agenti a lavorare su questi casi. Riuscì a risolverne alcuni, ma l'FBI voleva che quei casi restassero insoluti e così Dales venne mandato in pensione. (Episodio: Cavie)

### Gli anni novanta
Si dovette aspettare fino al 1990, quando un altro agente decise di mettere mano agli X-Files. (Episodio: Intelligenza artificiale) L'agente speciale Fox Mulder era conosciuto dai suoi colleghi come il migliore analista del dipartimento Crimini Violenti dell'FBI. Inizialmente, riteneva gli X-Files "una discarica di avvistamenti UFO e di resoconti di rapimenti alieni, il tipo di cose delle quali la maggior parte della gente riderebbe, giudicandole ridicole". Tuttavia, Mulder rimase ben presto affascinato dai files e ne lesse a centinaia, almeno tutti quelli a cui aveva accesso. Lesse tutto quello che riuscì a proposito di fenomeni paranormali e dell'occulto. (Episodio: Al di là del tempo e dello spazio) Alla fine, venne trasferito al dipartimento degli X-Files e lavorò su alcuni casi assieme alla fidanzata dell'epoca, Diana Fowley; quest'ultima era un'agente dell'FBI con conoscenze e convincimenti nella parapsicologia. Smise di lavorare agli X-Files nel momento in cui la sua relazione con Mulder cessò ed accettò un incarico all'estero. (Episodio: La fine)
Dal marzo del 1992, gli X-Files vennero trasferiti nell'ufficio di Mulder, situato nella cantina del J. Edgar Hoover Building, il quartier generale dell'FBI a Washington, D.C.. I superiori di Mulder diffidavano dai suoi metodi d'indagine e, di conseguenza, il capo del dipartimento, Scott Blevins, decise di assegnare all'agente Dana Scully l'incarico di lavorare in coppia con Mulder. Blevins dichiarò di credere che Mulder avesse sviluppato un'autodistruttiva devozione agli X-Files e che Scully, che aveva una formazione da medico, avrebbe apportato un'adeguata analisi scientifica ai casi da loro seguiti. In realtà, Scully avrebbe scoperto in seguito di essere stata affiancata a Mulder solo per spiarlo. (Episodi: Al di là del tempo e dello spazio e La verità)
Alla fine, Scully arrivò a credere nell'esistenza di una vita aliena e in una potente cospirazione all'interno del governo degli Stati Uniti, il cui scopo era quello di mantenere il segreto circa gli extraterrestri. Le prove dimostravano che i fatti scoperti da Mulder e Scully e da loro aggiunti agli X-Files erano travolgenti e scientificamente innegabili. (Episodio: La verità)
Mentre gli agenti continuavano le loro indagini sugli X-Files, un uomo, al quale loro si rivolgevano con lo pseudonimo di "Gola Profonda", forniva informazioni segrete che davano loro una mano nella risoluzione dei casi. (Episodi: Il prototipo e Nuove creature) Tuttavia, quest'uomo venne ucciso proprio a causa dell'aiuto che forniva ai due agenti e gli X-Files vennero chiusi. (Episodio: Nuove creature)
Mentre stava lavorando come agente ordinario, nel 1994, Mulder ricevette una telefonata anonima da un misterioso Mr. X. L'uomo gli disse che gli X-Files dovevano essere riaperti. (Episodio: L'ospite in corpo) Durante un loro incontro successivo, Mr. X confessò a Mulder che il Consorzio aveva ucciso "Gola Profonda", chiuso gli X-Files e separato i due agenti speciali, assegnandoli ad incarichi diversi, nel tentativo di proteggere la verità che stavano nascondendo. (Episodio: Insonnia)
Consapevole che gli X-Files fossero ciò che il Consorzio temeva maggiormente, il superiore di Mulder, il vice-direttore Walter Skinner, riaprì i casi alcuni mesi dopo la loro chiusura. (Episodio: Lo scambio)
Poco tempo dopo, Mulder consegnò il suo tesserino e gli X-Files a Skinner, in cambio di informazioni su dove si trovasse l'Uomo che fuma, capo del Consorzio. (Episodio: L'ultimo respiro)
Gli agenti speciali John Doggett e Monica Reyes vennero assegnati agli X-Files nel 2002. (Episodio: La verità)

## Agenti assegnati agli X-Files
| Agenti          | Agenti         | Incarico agli X-Files | Incarico agli X-Files |
| Agenti          | Agenti         | Inizio                | Fine                  |
| --------------- | -------------- | --------------------- | --------------------- |
| Arthur Dales    | Arthur Dales   | 1950                  | 196?                  |
| Fox Mulder      | Fox Mulder     | 1990                  | 1991                  |
| Fox Mulder      | Diana Fowley   | 1991                  | 1992                  |
| Fox Mulder      | Dana Scully    | 6 marzo 1992          | 25 maggio 1994        |
| X-Files chiusi  | X-Files chiusi | 25 maggio 1994        | 11 agosto 1994        |
| Fox Mulder      | Fox Mulder     | 11 agosto 1994        | Novembre 1994         |
| Fox Mulder      | Dana Scully    | Novembre 1994         | 1998                  |
| X-Files chiusi  | X-Files chiusi | 1998                  | 1998                  |
| Jeffrey Spender | Diana Fowley   | 1998                  | 1999                  |
| Fox Mulder      | Dana Scully    | 1999                  | 2000                  |
| Dana Scully     | John Doggett   | 2000                  | 2001                  |
| John Doggett    | Leyla Harrison | 2001                  | 2001                  |
| John Doggett    | Monica Reyes   | 2001                  | 2002                  |
| X-Files chiusi  | X-Files chiusi | 2002                  | 2016                  |
| Fox Mulder      | Dana Scully    | 2016                  | in corso              |

## Elenco degli X-Files
- 73317 – Indagine sul rapimento di Dana Scully. (Episodi: Giochi di sangue e L'ultimo respiro)
- 111470 – Caso sconosciuto. (Episodio: Il principio)
- 621517 – Indagine sull'omicidio di Melissa Scully. (Episodio: L'ufo degli Abissi II)
- 11214893 – Indagine sull'incendio doloso e sugli omicidi compiuti da Cecil L'Ively. (Episodio: Bruciati vivi)
- DF101364 – Indagine sulla scomparsa del colonnello Robert Budahas. (Episodio:Il prototipo)
- X-40253 – Indagine sulla scomparsa di Samantha Mulder. (Episodio: Ricomparsa)
- X-40271 – Indagine sull'omicidio dell'ufficiale Charlie Morris. (Episodio: Reincarnazione)
- X-60794 – Caso sconosciuto. (Episodio: Area 51 II)
- X-71009 – File con i dettagli dell'agente Fox Mulder. (Episodio: Area 51 II)
- X75560 – File sul presunto rapimento di Cassandra Spender. (Episodio: Due padri)
- X-97554 – Indagine su di una particolare astronave scoperta in Africa. (Episodio: Provenance)
- X-120898 – Indagine sulla scomparsa dell'agente dell'FBI Raymond Crouch. (Episodio: Millennium)
- X 129202 – Indagine a Baltimora, Maryland, sugli omicidi compiuti da Eugene Tooms. (Episodio: Creatura diabolica)
- X-152830 – Indagine sulla scomparsa di Cassandra Spender. (Episodio: Il rosso e il nero)
- X-167512 – Un file dettagliato sugli incontri visionari con i morti. (Episodio: Morte apparente)
- X280911 – Indagine sull'omicidio dell'agente speciale Robert Comer. (Episodio: Providence)
- X-491679 – Caso sconosciuto. (Episodio: La fine)
- X-525652 – Indagine sugli omicidi compiuti da Edward Skur. (Episodio: Cavie)
- X 649176 – Indagine su presunti uomini in grado di trasformarsi in lupi. (Episodio: Metamorfosi)
- X667386 – Indagine sull'attività di un insetto peculiare di Miller's Grove, Massachusetts. (Episodio: Scarafaggi)
- X-751483 – File illusorio, presumibilmente relativo alla falsa morte dell'agente speciale Fox Mulder. (Episodio: Allucinazioni)
- X 964394 – Caso sconosciuto. (Episodio: Sopravvissuti)
- X256933VW – Indagine sugli Assassini della Trinità. (Episodio: Giochi di sangue)
- XWC060361 – Indagine sulla Chiesa del Museo Rosso in relazione a rapimenti di adolescenti. (Episodio: DNA sconosciuto)
- X Unknown – File che ricorda gli eventi particolari intorno alla persona di Sabrina Kinkle nata Spellman e del marito  Harvey Kinkle.